# Altay
Altay är en stad på häradsnivå under prefekturen med samma namn i den autonoma regionen Xinjiang i nordvästra Kina. Den ligger omkring 460 kilometer norr om regionhuvudstaden Ürümqi. 
Stenfigurerna och stenkistorna i Qiemu Qiek'er (Qiemu'er Qieke shiren ji shiguan muqun 切木尔切克石人及石棺墓群) är belägna utanför staden och har varit kulturminnesmärkta sedan 2005.